# Edvard Robert Gummerus
Edvard Robert Gregorius Gummerus (Helsinki, 5 ottobre 1905 – Ludvika, 4 novembre 1991) è stato uno scrittore e traduttore finlandese.

## Biografia
Figlio del noto scrittore e politico nazionalista finlandese Herman Gummerus, Edvard Gummerus trascorse parte della sua giovinezza a Roma, studiando al liceo Chateaubriand, dove il padre mantenne la carica di ambasciatore dal 1920 al 1925, rimanendo peraltro affascinato dall'ideologia fascista che proprio in quegli anni salì al potere con la marcia su Roma del 1922, e tornò quindi in Finlandia nel 1929. Lì ottenne dall'Università di Helsinki il titolo accademico di Filosofie magister e, nel 1934, espatriò in Svezia, dove iniziò a lavorare per il quotidiano conservatore Nya Dagligt Allehanda e dove, all'inizio degli anni 1940, si trasferì in un tipico maso svedese nell'insediamento di Lövberget, pochi chilometri a sud della cittadina di Björbo, andando ad insegnare nella scuola locale. Nel 1949 si trasferì a Strängnäs, avendo ottenuto una cattedra all'università locale, e quindi, nel 1956, si stabilì in Italia, e più precisamente a Napoli, dove rimase fino al 1970 lavorando come insegnante di lingue nordiche presso l'Università "L'Orientale" e come corrispondente in Italia di diversi giornali finlandesi e della Yleisradio, la radiotelevisione di Stato finlandese. Durante la sua permanenza in Italia fu anche promotore e sostenitore di diversi scrittori italiani, tra cui ad esempio Andrea Giovene, a cui procurò un contratto per la pubblicazione dell'opera Autobiografia di Giuliano di Sansevero nelle quattro lingue scandinave, traducendo personalmente l'opera, e di cui suggerì persino la candidatura per il Premio Nobel.
Autore di molte traduzioni, Gummerus ha lasciato anche molte opere originali, principalmente romanzi, tra cui spiccano la trilogia composta da Fästningen, Arvet e Sönerna, edita tra il 1940 e il 1942 e pubblicata per la prima volta in Italia per la traduzione di Piero Monaci con i titoli La fortezza, L'eredità e I figli, che descrive la vita di una famiglia finlandese-svedese dal 1914 al 1940, nonché diversi libri sull'Italia fascista, come Fascismen och det moderna Italien, pubblicato in Svezia nel 1930, dove tratta quell'ideologia da cui suo padre, negli anni 1920, era rimasto affascinato, e testi più didattici, come Storia delle Letterature della Finlandia, pubblicato in Italia 1957 con il nome di "Edoardo Roberto" e scritto originariamente in italiano.
Rientrato in Svezia nel 1970 dopo il pensionamento e continuando la sua produzione letteraria, Gummerus si spense nel 1991 nella cittadina di Ludvika, lasciando due figli, entrambi letterati e scrittori: Robert Gregorius e Edvard Anders Johannes, detto Teddy.